# Goce Delčev
Goce Delčev (Kukuš, Egejska Makedonija, 29. siječnja 1872. – Banica kod Seresa, 4. svibnja 1903.), makedonsko-bugarski revolucionar, ideolog i organizator Makedonskog i Trakijskog (Odrinskog) revolucionarnog pokreta. Borio se za političku samostalnost Makedonije i protiv njezinog priključenja Bugarskoj. Uz Dame Grueva, jedan je od osnivača Vnatrešne makedonske revolucionerne organizacije (VMRO).
Pohađao je sofijsku vojnu školu iz koje je isključen zbog širenja socijalističkih ideja. Bio je član CK VMRO-a i sudjelovao u izradi statuta, pravilnika i instrukcija VMRO-a. Suprotstavljajući se turskom despotizmu, borio se za političku samostalnost (autonomija) Makedonije i Istočne Trakije. Početkom siječnja 1898. godine ustanovljen je četnički institut, a Goce Delčev je postao načelnik svih četa u Makedoniji i Trakiji.
Zastupao je ideju da se oslobođenje Makedonije i Tračke treba provesti podizanjem unutarnjeg ustanka. Smatrao je da je plan o podizanju Ilindenskog ustanka 1903. preuranjen zbog nepripremljenosti naroda. Poginuo je boreći se protiv turske potjere nekoliko mjeseci prije izbijanja ustanka.
Makedonci i Bugari ga smatraju svojim narodnim junakom, a u Bugarskoj (u Pirinskoj Makedoniji) je jedan grad (pre)imenovan njemu u čast, Goce Delčev (prije toga znan kao Neurokop a za Rimskog Carstva Nikopolis Ad Nestrum). Također je i u Makedoniji jedan grad nazvan po njemu Delcevo (prijašnje - Carevo Selo).

## Vanjske povezenice
- Dimitar Vlahov, Kroz historiju makedonskog naroda, Zagreb, 1949
- Dimitar Vlahov, Makedonija, Ljubljana, 1950
- Павел Делирадев, Яне Сандански, Софија, 1946
- V. Časule, Goce Delcev, Ideolog i organizator makedonskog nacionalno-oslobodilackog pokreta, Skopje, 1968
- Goce Delčev - knjiga Peja Javorova